# L'Appartement (série télévisée)
Pour les articles homonymes, voir Appartement (homonymie).
L'Appartement est une série télévisée française en 20 épisodes de 13 minutes diffusée à partir du 29 mai 1984 sur Antenne 2.

## Synopsis
Cette série met en scène le quotidien de quatre compères qui occupent un appartement qu'ils appellent le nid douillet.

## Distribution
- Daniel Prévost : Luc Badu
- Marc Dudicourt : M. Villegier
- Pascale Roberts : Mme Villegier
- Jacques Legras : Louis Le Glou
- Danièle Girard : Solange Moule
- Christian Pereira : Pierre Chausson
- Charlotte Maury : Mme Da Silva
- Jean Benguigui : M. Da Silva
- Ronny Coutteure : Roger Pintoni
- Philippe Khorsand : Richard Ribauton
- Annette Poivre : Mémé Langouste